# Christian Poulsen
Christian Bjørnshøj Poulsen, född 28 februari 1980 i Asnæs, är en dansk före detta fotbollsspelare (mittfältare) och senare fotbollstränare. Han är sedan 2021 assisterande tränare i Danmarks landslag.

## Spelarkarriär
Under sin tid i FC Köpenhamn blev Poulsen en av dåvarande managern Hasse Backes absoluta favoritspelare. Några som uppmärksammade Poulsens kvalitéer var Schalke 04  och Poulsen erbjöds kontrakt och såldes för, vad som då var danskt rekord, 7 miljoner euro 2002.
Poulsen utsågs till Årets fotbollsspelare i Danmark 2005 och 2006 och han var uttagen i truppen vid VM 2002 Liksom han representerade Danmark under EM 2004. Hans position i klubblaget och i landslaget är central mittfältare, men under sin tid i Schalke 04 spelade han även som högerback innan han tog en fast plats på mittfältet. Då hans kontrakt med Schalke 04 gick ut efter säsongen 2006 skrev han på ett kontrakt för de regerande UEFA Cup-mästarna Sevilla, där han bidrog till att hjälpa Sevilla att försvara sin titel 2007, inte minst genom att stundom vikariera som mittback.
Den 12 augusti 2010 meddelade Liverpool på sin officiella hemsida att Poulsen skrivit på ett treårskontrakt med klubben.

## Skandaler
Christian Poulsen är känd som en skandalös spelare. I EM-kvalmatchen mellan Danmark och Sverige den 2 juni 2007 gav Christian Poulsen i den åttionionde minuten Markus Rosenberg ett knytnävsslag i magen, vilket uppmärksammades av linjedomaren. Efter överläggning med linjedomaren gav huvuddomaren Poulsen rött kort och dömde straff till Sverige. En dansk åskådare hoppade in på planen och attackerade huvuddomaren, varvid domarteamet tvingades att gå av planen på grund av den bristande säkerheten. Matchen avbröts sedan efter att ytterligare danska supportrar tagit sig in på planen och domaren tilldömde sedan Sverige segern med 3–0. Danmark hade hämtat upp ett underläge med 0–3 från första halvlek, men det återställdes således i och med domslutet.
Den italienske fotbollsspelaren Totti spottade Poulsen efter att Poulsen provocerat Totti under fotbolls-EM i Portugal 2004, varpå Totti tilldelades rött kort. Efter fotbolls-EM 2012 meddelade Poulsen att han slutar i landslaget.

## Tränarkarriär
Den 25 september 2021 blev Poulsen anställd som assisterande tränare till Kasper Hjulmand i Danmarks landslag.